# Nicholas Vansittart
Nicholas Vansittart (29 avril 1766 - 8 février 1851) est un homme politique anglais et un chancelier de l'Échiquier.

## Jeunesse et formation
Le cinquième fils d'Henry Vansittart (mort en 1770), le gouverneur du Bengale, il est né à Bloomsbury, Middlesex, et grandit à Bray, Berkshire. Formé à Christ Church, Oxford, il obtient son diplôme en 1787 et est admis au barreau de Lincoln's Inn . Depuis le début des années 1770, il vit avec sa mère à 60 Crooms Hill, Greenwich.

## Carrière politique
Vansittart commence sa carrière publique en écrivant des brochures pour la défense de l'administration de William Pitt, en particulier sur son côté financier, et en mai 1796 devient député de Hastings, conservant son siège jusqu'en juillet 1802, date à laquelle il est réélu pour Old Sarum. En février 1801, il est envoyé en mission diplomatique à Copenhague et, peu de temps après son retour, il est nommé co- secrétaire au Trésor, poste qu'il conserve jusqu'à la démission du ministère de Henry Addington en avril 1804. En raison de l'influence de son ami, le duc de Cumberland, il devient Secrétaire en chef pour l'Irlande sous Pitt en janvier 1805, démissionnant de ses fonctions en septembre suivant. Avec Addington, maintenant vicomte Sidmouth, il rejoint le gouvernement de Charles James Fox et William Grenville en tant que secrétaire au Trésor en février 1806, quittant ses fonctions avec Sidmouth juste avant la chute du ministère en mars 1807 .
Au cours de ces années et des années suivantes, la réputation de Vansittart en tant que financier augmente progressivement. En 1809, il propose et porte sans opposition à la Chambre des communes trente-huit résolutions sur des questions financières, et seule sa loyauté envers Sidmouth l'empêche de rejoindre le cabinet de Spencer Perceval comme chancelier de l'Échiquier en octobre 1809. Il s'oppose à une reprise anticipée des paiements en espèces en 1811, et devient chancelier de l'Échiquier lorsque le comte de Liverpool succède à Perceval en mai 1812. Ayant abandonné Old Sarum, il représente Helston de novembre 1806 à juin 1812; et après avoir été député d'East Grinstead pendant quelques semaines, il est élu pour Harwich en octobre 1812 .

## Chancelier de l'Échiquier
Lorsque Vansittart devient chancelier de l'Échiquier, le pays est accablé de lourdes taxes et d'une énorme dette. Néanmoins, la poursuite des guerres napoléoniennes l'oblige à augmenter les droits de douane et autres taxes et, en 1813, il introduit un plan compliqué pour gérer le fonds d'amortissement. En 1816, après la conclusion de la paix, une forte diminution des impôts est généralement souhaitée, et il y a un tollé lorsque le chancelier propose seulement de réduire, et non de supprimer, l'impôt foncier ou sur le revenu. La suppression de cette taxe, cependant, est adoptée au parlement, et Vansittart est également obligé de supprimer la taxe supplémentaire sur le malt, comblant un déficit important principalement par l'emprunt. Il accorde une attention considérable à la réalisation d'économies réelles ou supposées en ce qui concerne la dette nationale. Il élabore un plan pour remettre le paiement des pensions navales et militaires aux entrepreneurs, qui reçoivent une somme annuelle fixe pendant quarante-cinq ans; mais personne n'a été disposé à entreprendre ce contrat, bien qu'un plan modifié sur les mêmes lignes ait été par la suite adopté .
Vansittart devient très impopulaire dans le pays et démissionne de ses fonctions en décembre 1822. Son système financier est sévèrement critiqué par William Huskisson, Tierney, Henry Brougham, Hume et David Ricardo. À sa démission, Liverpool offre à Vansittart le poste de chancelier du duché de Lancastre. En acceptant cette offre en février 1823, il est élevé à la pairie en tant que baron Bexley, de Bexley dans le comté de Kent, en mars  et reçoit une pension de 3000 £ par an. Il démissionne en janvier 1828. À la Chambre des lords, Bexley ne participe que très peu aux affaires publiques, bien qu'il introduit le Spitalfields Weavers Bill en 1823 et vote pour l'émancipation catholique en 1824. Il s'est beaucoup intéressé à la British and Foreign Bible Mission,  la Church Mission Society et aux organismes apparentés, finance l'université et le séminaire de Kenyon sur la frontière occidentale des États-Unis (le séminaire est maintenant nommé Bexley Hall en son honneur) et aide en fondant le King's College de Londres. Il est élu membre de la Royal Society en 1822 . Il est également l'un des vice-présidents de l'American Colonization Society, dont le but est de rapatrier les affranchis africains aux États-Unis vers le continent africain .

## Famille
Lord Bexley épouse Catherine Isabella (1778–1810), fille de William Eden, 1er baron d'Auckland, en juillet 1806. Il se retire de la vie publique au printemps de 1809 pour l'emmener en cure de repos à Malvern et à Torquay. Le mariage est sans enfant. Il meurt à Foots Cray, Kent, le 8 février 1851. Comme il n'avait aucune descendance, le titre s'est éteint à sa mort.